# Melanolophia vegranda
Melanolophia vegranda là một loài bướm đêm trong họ Geometridae.